# 기아 EV3
기아 EV3(영어: Kia EV3)는 기아의 소형 SUV로, E-GMP 플랫폼이 적용된 기아의 세 번째 차량이다.

## 상세
2024년 5월 23일 오후 7시에 온라인 스트리밍으로 세계 최초로 공개됐다. 6월 초부터 사전 계약 후 7월 25일부터 판매를 시작했다.
외관은 기아의 다지인 철학인 '오퍼짓 유나이티드'의 5가지 속성 중 '이유 있는 즐거운 경험(Joy for Reason)'이라는 테마를 중심으로 디자인 됐다.  1열 도어핸들은 팝업식으로, 2열 도어캐치는 가니쉬 쪽에 숨겼다. 플라스틱 클래딩은 재활용 소재를 활용했고, 17인치 휠은 캡 리듀서를 적용하고 휠아치 후방 곡률 형상을 다듬어 공기흐름을 최소화했다.
전장 4,300mm급 소형 SUV로, 전폭1,850mm, 전고 1,560mm, 축거 2,680mm이며 트렁크 용량은 460L다. 내외부 V2L 기능과 25L 프렁크를 갖췄다.
인테리어는 12.3인치 클러스터, 5인치 공조, 12.3인치 ccNC 인포테인먼트가 하나로 이어진 파노라믹 커브드 디스플레이, 12.3인치 윈드실드 타입 HUD, 센터콘솔 120mm 슬라이딩 테이블, 하만카돈 프리미엄 사운드 시스템, 스트리밍 프리미엄, 기아 AI 어시스턴트, 빌트인 캠 2, 디지털 키 2, 직접식 그립감지 시스템(HOD)을 적용했고 재활용, 바이오 소재를 적극 활용했다. 또 30종의 NBA 테마를 선택할 수 있다.
유럽 시장에서는 기존 쏘울 EV 및 니로 EV를 대체한다.

### EV3 스터디카
2024년 11월 17일, 현대자동차그룹 공식 유튜브 채널을 통해 공개됐다.
EV3 스터디카는 버려지는 자원과 천연 소재를 활용해 차량의 내·외장 부품을 설계한 친환경 차량 소재의 실험 모델로, 22가지 재활용 플라스틱 및 바이오 소재 활용 기술을 개발해 EV3의 부품 69종을 대체했다.
대체 부품은 폐차에서 회수한 플라스틱을 재활용하는 ‘카투카(Car-to-Car)’ 방식이 적용됐으며 재활용 플라스틱 소재는 범퍼와 프렁크, 도어트림 등으로 재탄생했다.
내장재는 버려진 사과껍질로 만든 '애플스킨'과 '버섯 폐배지(버섯 재배 후 남은 부산물) 레더' 등 비식용 천연 소재를 활용했다. 애플스킨은 식품 산업에서 발생하는 사과 폐기물을 분말화해 기존 가죽을 대체할 수 있는 친환경 소재로 스티어링 휠과 콘솔에 적용됐다. 버섯 폐배지 레더는 버섯 농가에서 폐기되는 부산물을 활용했으며 실내 무선 충전패드 소재로 사용됐다.
차 외관 루프와 가니쉬 등에는 자연에서 유래한 천연섬유와 바이오폴리머로 구성된 복합재(NFRP) 제조 기술이 적용됐다.

## 수상
- 2025년 1월 3일 '2025 핀란드 올해의 차' 선정[5]
- 2025년 1월 8일 '2025 세계 여성 올해의 차(WWCOTY)'에서 컴팩트 SUV 부문 수상[6]
- 2025년 2월 4일 영국 2025 왓 카 어워즈 '최고의 소형 전기 SUV' 선정
- 2025 월드카 어워즈 '세계 올해의 차' 선정[7]
- 영국 ‘2024 탑기어 어워즈’ 크로스오버 부문 선정[8]
- 유로 NCAP(The European New Car Assessment Programme)’에서 최고 등급인 별 다섯(★★★★★) 획득[9]

1. ↑  “기아 EV3는 이런 모습, 3천만원대 소형 SUV”. 2023년 12월 11일. 2024년 1월 28일에 확인함.
2. ↑  “3000만원대 중반, 완충 500km... 기아 전기차 대중화 EV3 출시”. 조선일보. 2024년 5월 24일.
3. ↑  “사과 껍질·버섯 부산물이 차량 소재?…기아, 움직이는 친환경 실험실 ‘EV3 스터디카’ 공개”. 《경향신문》. 2024년 11월 17일.
4. ↑  “사과껍질 운전대·재활용 플라스틱 범퍼 적용… 기아, ‘EV3 스터디카’ 공개”. 《동아일보》. 2024년 11월 18일.
5. ↑  이코노미스트 (2025년 1월 3일). “기아 EV3, ‘2025 핀란드 올해의 차’ 수상 쾌거”. 2025년 1월 6일에 확인함.
6. ↑  “전세계 여심 홀린 현대차 싼타페·기아 EV3...'세계 여성 올해의 차' 선정”. 2025년 1월 9일. 2025년 1월 9일에 확인함.
7. ↑  “기아 EV3, '세계 올해의 차' 선정...현대차그룹 4년 연속 수상”. 《연합뉴스》. 2025년 4월 17일.
8. ↑  김보경 (2025년 5월 9일). “현대차 아이오닉9·기아 EV3 '2025 탑기어 전기차 어워즈' 수상 | 연합뉴스”. 《연합뉴스》. 2025년 6월 5일에 확인함.
9. ↑  “기아 EV3, 유럽 안전성 평가서 최고 안전 등급 획득”. 2025년 5월 24일. 2025년 6월 5일에 확인함.